# 焦耶洛别墅

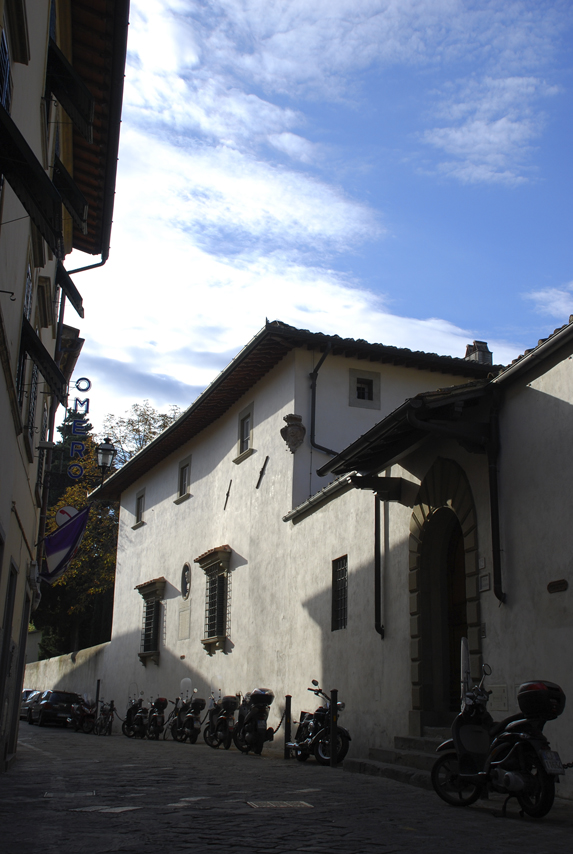
Villa Il Gioiello.

焦耶洛别墅（義大利語：Villa il Gioiello）是位于意大利佛罗伦萨阿切特里附近的一座别墅，因物理学家伽利略·伽利莱晚年居住于此而著名，有时也被称为伽利略别墅。

## 初建
焦耶洛别墅处于阿切特里的小山上，周围都是农人的葡萄园，景色优美，所以被称为“Gioiello”意为“宝石”。在1529-1530年的佛罗伦萨围困战中，整个阿切特里地区都驻扎有军队，驻军把这一带地方变得满目疮痍，别墅也受到一定破坏，但仍屹立于一片废墟之中。别墅的主人卡尔德里尼一世不久把别墅卖给了卡瓦尔康蒂家族。卡瓦尔康蒂家族重修了别墅，其基本格局保存至今。

## 伽利略的住所

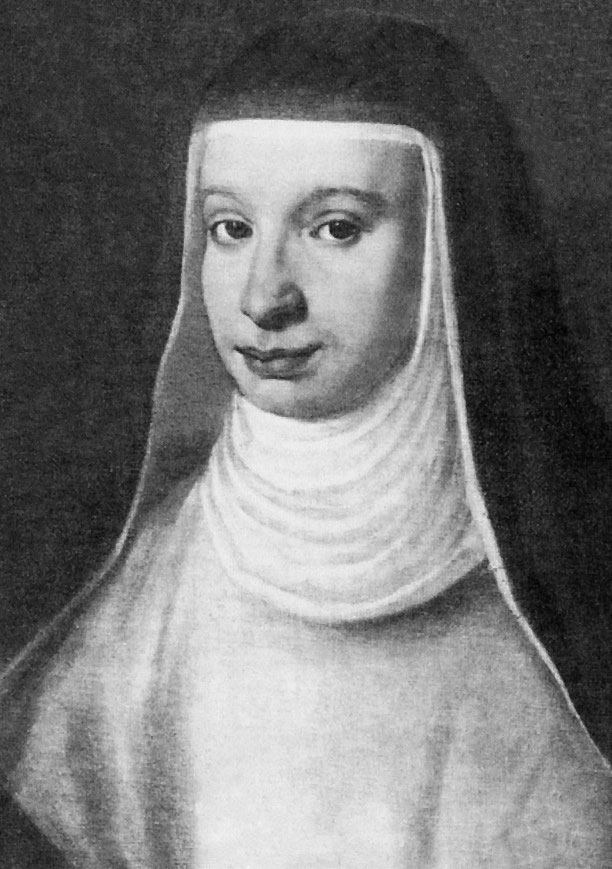
伽利略的长女玛利亚·切莱斯特修女

1630年左右，伽利略的女儿玛利亚·切莱斯特修女开始关注她所在的圣马泰奥修道院附近的别墅，以便为年近七旬的父亲寻找住处，免除他在住处和修道院间往返之苦。1631年8月初，她在信中告诉伽利略，马尔泰利尼先生的别墅仍然空着。1631年9月22日伽利略就和马尔泰利尼签订了焦耶洛别墅的租约，从焦耶洛别墅的窗子就可以看到圣马泰奥女修道院
安顿下来的伽利略开始努力促成他的《两大世界体系的对话》的出版。该书出版后即引起教廷震怒，要求伽利略到宗教法庭受审。1633年1月伽利略离开焦耶洛别墅前往罗马，被判有罪后曾在罗马和锡耶纳居住。在朋友的斡旋下，乌尔班八世同意伽利略回到焦耶洛别墅长期软禁，并禁止他接待任何可能讨论科学思想的人，只能去女修道院看望女儿，所以他经常在信上注明这样的地址“寄自我在阿切特里的狱中”。

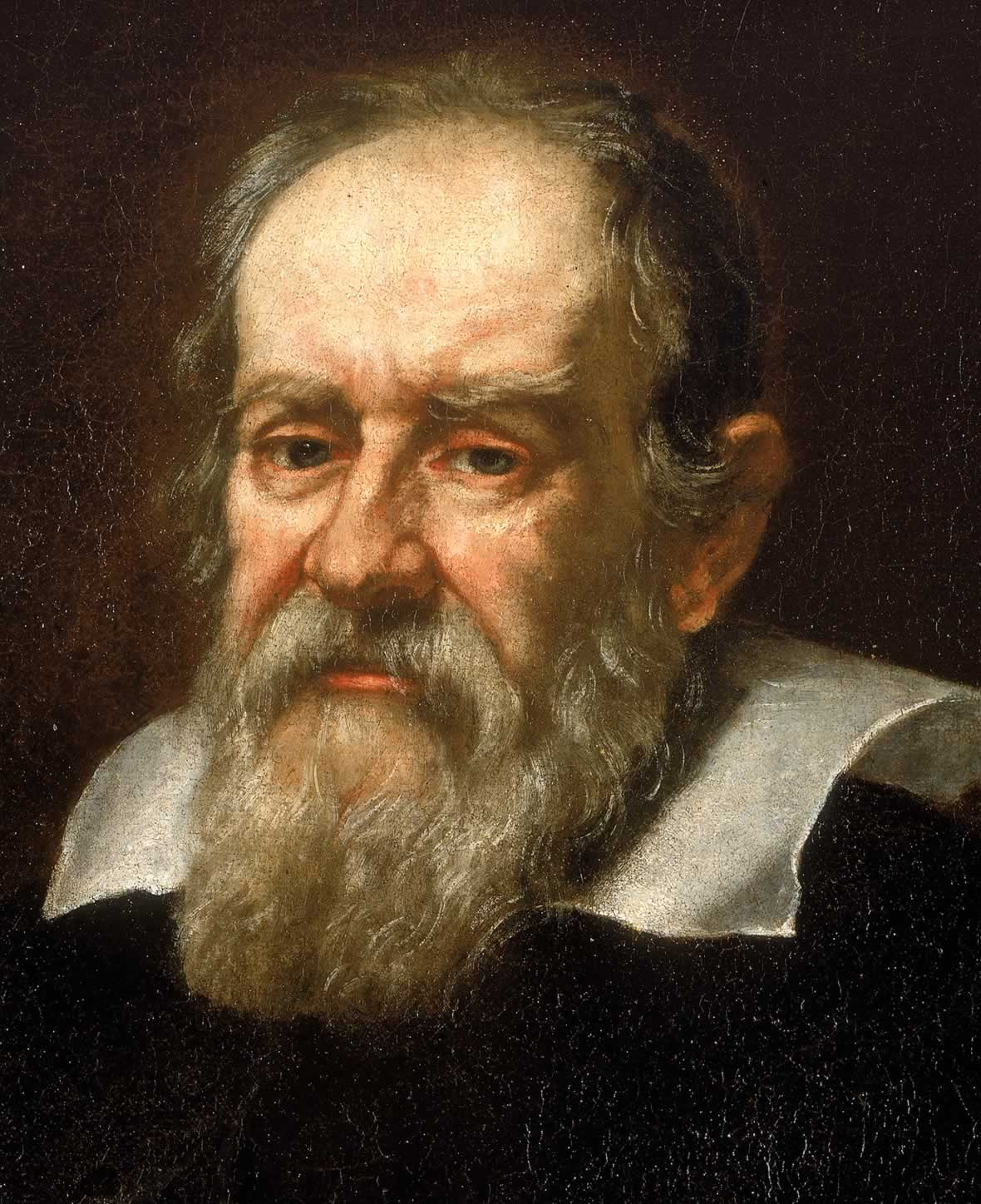
1636年，Justus Sustermans为伽利略绘制的肖像

1634年4月切莱斯特修女去世。伽利略陷入悲痛中，悲痛一直持续到8月，他才开始重新撰写《两门新科学的对话》，讨论关于材料强度和物体运动的理论。除了每月会有一位神父来看他，听取他的忏悔之外，几位著名人士曾到焦耶洛别墅拜访伽利略，包括画家 Giusto Sustermans, 他为伽利略画了著名的肖像；荷兰出版商艾尔泽菲尔，帮助伽利略出版了《两门新科学的对话》；英国哲学家霍布斯和诗人约翰·弥尔顿。1638年10月十六岁的温琴佐·维维亚尼来到别墅和伽利略同住，帮他处理来往信件。后来贝内代托·卡斯泰利和埃万杰利斯塔·托里拆利也来到焦耶洛别墅居住，伽利略可以和他们讨论科学问题。

## 沿革
1642年伽利略去世后，别墅经历了多位主人，包括德尔·索达托家族和圣马泰奥女修道院。1843年伽利略的胸像被放置在别墅临街的墙龛中。在19世纪中，别墅被修葺，特别是顶楼。1940年焦耶洛别墅转归国有，今日属于佛罗伦萨大学天文系管理，并自1986到2008年间经历了重修
别墅建筑现呈"U"形，建筑围绕着中庭的空地，建筑和街区之间有墙隔开。中庭中有凉廊，由无拱托斯卡尼柱支撑。面向街区的一面十分朴素，只有一些石头框的正方形窗户，在墙上有伽利略的胸像，上有1843年的题献和1942年树立的指示牌